# Roch Szurgociński
Roch Szurgociński (ur. 1850 w Kaleniu, zm. 17 maja 1938 w Kłodawie) – polski młynarz i cieśla, powstaniec styczniowy.

## Życiorys
Syn Jakuba i Marianny z d. Rosiak. W młodości praktykował u kowala w folwarku Ciepliny. Wiosną 1863 roku dołączył jako łączynik do oddział Edmunda Taczanowskiego, z którym brał udział w walkach m.in. pod Uniejowem, Niewieszem, Skotnikami, Łęczycą. Podczas potyczki pod Włocławkiem został ranny w nogę w wyniku wybuchu granatu i dostał się do niewoli. Następnie został zesłany pod Archangielsk, gdzie przebywał dwa lata.
Po powrocie do Polski pracował jako młynarz oraz jako cieśla, mieszkał w Aleksandrowie. W 1873 roku ożenił się w Rdutowie z Marianną Dzierżawską, następnie małżeństwo zamieszkało w Kocewi. Mieli co najmniej czworo dzieci: Władysławę, Katarzynę, Ksawerę i Mieczysława. Wkrótce później owdowiał, a następnie ożenił się z młodszą od siebie o 45 lat Stefanią Łuczak. Ślub odbył się w Kłodawie, 20 października 1924 roku. W 1927 roku urodziła mu się córka Zofia (zm. 1956), w 1936 roku jego żona urodziła kolejną córkę, ale dziecko zmarło.
W 1929 roku otrzymał od państwa prawa weterańskie i pomoc finansową, za którą zakupił dom. W 1938 roku został odznaczony Orderem Odrodzenia Polski. Był wówczas ostatnim żyjącym weteranem powstania w powiecie kolskim i jednym z 52 żyjących w całym kraju.
Zmarł 17 maja 1938 roku, dwa dni później został pochowany w grobowcu na cmentarzu parafialnym w Kłodawie. 22 stycznia 1978 roku na jego grobowcu odsłonięto tablicę ufundowaną przez Związek Bojowników o Wolność i Demokrację w Kłodawie.
Wdowa po Szurgocińskim, Stefania, utraciła wszystkie oszczędności po weteranie w trakcie II wojny światowej, żyła w skrajnej nędzy i pod koniec życia trafiła do domu pomocy społecznej w Kole, a następnie do Wielenia, gdzie zmarła i została pochowana.